# Taxi 4.
A Taxi 4 (eredeti cím: Taxi 4, stilizálva T4Xi) 2007-ben bemutatott francia akcióvígjáték, melyet Luc Besson forgatókönyvéből és produceri közreműködésével Gérard Krawczyk rendezett. 
A Taxi-filmek majdnem minden főszereplője visszatér a negyedik részben, élükön a taxisofőrt alakító Samy Naceri-vel és a kétbalkezes rendőrt játszó Frédéric Diefenthal-lal, csakúgy mint a rendőrfelügyelőként szereplő Bernard Farcy, akinek a karaktere most nagyobb teret kap, mint a korábbi három részben. Szintén látható a második és harmadik résztől szereplő Emma Sjöberg (időközben Emma Wyklund-ra módosította a nevét) és Edouard Montoute, valamint a rendező, Gérard Krawczyk. Egyedül Marion Cotillard, a sorozat első három részének női főszereplője nem vett részt a T4XI-ban, a La Môme forgatásán való elfoglaltsága miatt. A francia futballista, Djibril Cissé is szerepel a filmben. Logikus választás volt a Marseille-i kapcsolódású filmhez, melyben az Olympique de Marseille színeiben tűnik fel. 
A negyedik rész visszatér a sorozat gyökereihez, a főhősök kedves városukban, Marseille-ben kapnak kitüntetést.

## Rövid történet
A főszereplők feladata ezúttal egy Belga névre hallgató, veszedelmes szökött bűnöző elfogása.

## Szereplők
| Szereplő                 | Színész                | Magyar hang     |
| ------------------------ | ---------------------- | --------------- |
| Daniel Morales           | Samy Naceri            | Görög László    |
| Émilien Coutant-Kerbalec | Frédéric Diefenthal    | Kerekes József  |
| Gibert                   | Bernard Farcy          | Várkonyi András |
| Petra                    | Emma Sjöberg           | Timkó Eszter    |
| Bertineau tábornok       | Jean-Christophe Bouvet | Balázs Péter    |
| Alain                    | Edouard Montoute       | Kapácsy Miklós  |
| Madame Bertineau         | Frédérique Tirmont     | Hámori Ildikó   |
| A Belga                  | Jean-Luc Couchard      | Epres Attila    |
| Serge                    | François Damiens       | Besenczi Árpád  |
| Sukk                     | Mourade Zeguendi       |                 |
| Léo                      | Driss Spinosa          | Czető Ádám      |
| Maxime                   | Mermoz Melchior        | Kilényi Márk    |
| Marley                   | Johnson Douyard        | Posta Victor    |
| önmaga                   | Djibril Cissé          | Gyurity István  |